# Rabinul (roman)
Rabinul este un roman scris în anul 1965 de scriitorul evreu-american Noah Gordon.

## Rezumat
Romanul este presărat cu termeni religioși, celor care nu sunt inițiați în religia iudaică, aceste elemente îngreunează lectura romanului. În roman este descrisă și cultura vastă pe care o are un rabin, sau unele îndoieli și frământările lui cu privire la căutarea căilor spre Dumnezeu. Suferințele evreilor de pe urma prigonirii religioase creștine și apoi cea făcută de naziști,  car au fost ajutați din păcate, în acțiunea de idendificare a lor cu multă insuflețire de unii creștini din Europa. În roman sunt descrise și slăbiciunile, ca și relațiile extraconjugale pe care le are tatăl rabinului. Cu umor este prezentată pățania hazlie a lui Michael, fiul rabinului, care după spusele autorului: l-a regăsit de Dumnezeu, atunci când și-a pierdut pantalonii.  Tot în roman mai este descrisă credința oarbă, infantilă a membrilor diferitelor secte religioase americane. Rabinul din roman care s-a căsătorit cu o creștină convertită, este confruntat cu prejudecățile și distanțarea de familia lui a evreilor religioși.